# Saint-Clémentin
Saint-Clémentin foi uma comuna francesa na região administrativa da Nova Aquitânia, no departamento de Deux-Sèvres. Estendia-se por uma área de 13,82 km². Em 2010 a comuna tinha 1 134 habitantes (densidade: 82,1 hab./km²).
Em 1 de janeiro de 2013, passou a formar parte da nova comuna de Voulmentin.